# Vertige (film, 1917)
Vertige est un film français muet réalisé par André Hugon, sorti en 1917.

## Fiche technique
- Réalisateur : André Hugon
- Scénario : André Nox
- Société de production : Les Films Succès
- Format : Noir et blanc - Muet
- Date de sortie :
  - France : 7 septembre 1917

## Distribution
- Régine Marco : la princesse Vadioff
- André Nox : Pierre Daler
- Marie-Louise Derval : Suzanne
- Léon Bernard : le peintre Tissière